# Anthurium lanjouwii
Anthurium lanjouwii är en kallaväxtart som beskrevs av A.M.E.Jonker och Fredrik Pieter Jonker. Anthurium lanjouwii ingår i släktet Anthurium och familjen kallaväxter. Inga underarter finns listade.